# Jutigny
Jutigny és un municipi francès, situat al departament de Sena i Marne i a la regió de Illa de França. L'any 2007 tenia 566 habitants.
Forma part del cantó de Provins, del districte de Provins i de la Comunitat de comunes Bassée-Montois.

## Demografia

### Població
El 2007 la població de fet de Jutigny era de 566 persones. Hi havia 208 famílies, de les quals 36 eren unipersonals (12 homes vivint sols i 24 dones vivint soles), 72 parelles sense fills, 80 parelles amb fills i 20 famílies monoparentals amb fills.
La població ha evolucionat segons el següent gràfic:
Habitants censats

### Habitatges
El 2007 hi havia 244 habitatges, 211 eren l'habitatge principal de la família, 18 eren segones residències i 15 estaven desocupats. 229 eren cases i 12 eren apartaments. Dels 211 habitatges principals, 176 estaven ocupats pels seus propietaris, 31 estaven llogats i ocupats pels llogaters i 4 estaven cedits a títol gratuït; 2 tenien una cambra, 10 en tenien dues, 29 en tenien tres, 70 en tenien quatre i 100 en tenien cinc o més. 144 habitatges disposaven pel capbaix d'una plaça de pàrquing. A 81 habitatges hi havia un automòbil i a 112 n'hi havia dos o més.

### Piràmide de població
La piràmide de població per edats i sexe el 2009 era:
| Homes | Edats   | Dones |
| ----- | ------- | ----- |
| 0     | 95 o +  | 0     |
| 0     | 90 a 94 | 0     |
| 0     | 85 a 89 | 0     |
| 4     | 80 a 84 | 12    |
| 4     | 75 a 79 | 8     |
| 0     | 70 a 74 | 0     |
| 16    | 65 a 69 | 24    |
| 16    | 60 a 64 | 12    |
| 24    | 55 a 59 | 12    |
| 12    | 50 a 54 | 8     |
| 20    | 45 a 49 | 32    |
| 24    | 40 a 44 | 24    |
| 16    | 35 a 39 | 12    |
| 12    | 30 a 34 | 28    |
| 20    | 25 a 29 | 12    |
| 12    | 20 a 24 | 8     |
| 12    | 15 a 19 | 8     |
| 12    | 10 a 14 | 32    |
| 24    | 5 a 9   | 4     |
| 8     | 0 a 4   | 16    |

## Economia
El 2007 la població en edat de treballar era de 348 persones, 269 eren actives i 79 eren inactives. De les 269 persones actives 247 estaven ocupades (125 homes i 122 dones) i 22 estaven aturades (9 homes i 13 dones). De les 79 persones inactives 34 estaven jubilades, 27 estaven estudiant i 18 estaven classificades com a «altres inactius».

### Ingressos
El 2009 a Jutigny hi havia 214 unitats fiscals que integraven 547,5 persones, la mediana anual d'ingressos fiscals per persona era de 19.110 €.

### Activitats econòmiques
Dels 14 establiments que hi havia el 2007, 1 era d'una empresa extractiva, 1 d'una empresa de construcció, 4 d'empreses de comerç i reparació d'automòbils, 2 d'empreses de transport, 2 d'empreses d'hostatgeria i restauració, 2 d'empreses immobiliàries i 2 d'empreses de serveis.
Dels 3 establiments de servei als particulars que hi havia el 2009, 1 era un electricista i 2 restaurants.
L'any 2000 a Jutigny hi havia 4 explotacions agrícoles.

## Equipaments sanitaris i escolars
El 2009 hi havia una escola elemental.

## Poblacions més properes
El següent diagrama mostra les poblacions més properes.